# 花車 (曲)
「花車」（はなぐるま）は小柳ルミ子の16枚目のシングル。1975年9月10日にワーナー・パイオニアから発売された。

## 概要
小柳は表題曲で同年の大晦日に放送された『第26回NHK紅白歌合戦』に出場した。

## 収録曲
1. 花車
作詞：麻生香太郎／作曲・編曲：森岡賢一郎
2. わたしの長崎
作詞：山上路夫／作曲・編曲：森岡賢一郎